# Lill-Kälkvattnet
Lill-Kälkvattnet är en sjö i Bjurholms kommun i Ångermanland och ingår i Öreälvens huvudavrinningsområde.